# Kritisk diskursanalys

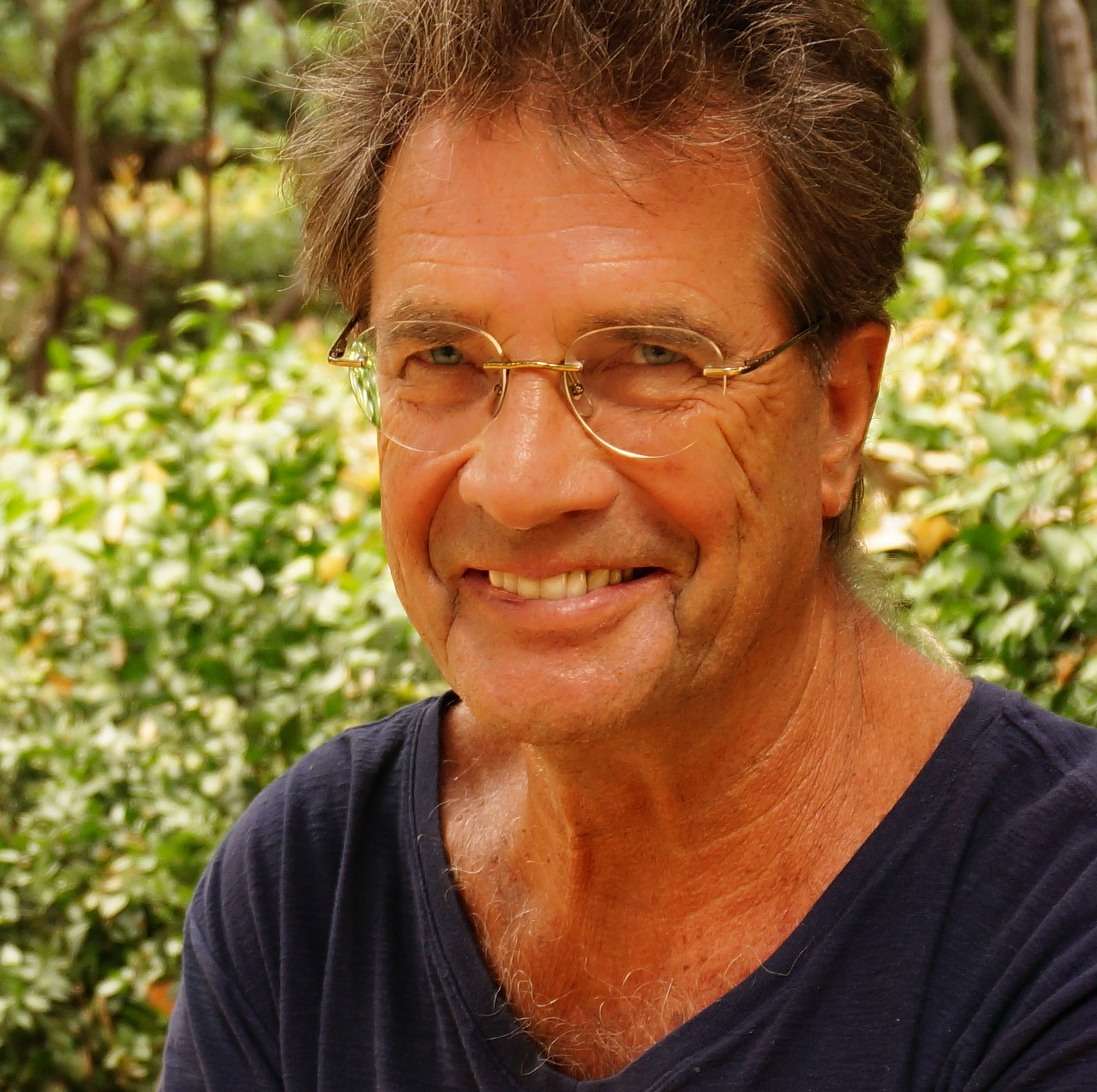
Teun van Dijk i Barcelona 2013. En av förgrundsgestalterna inom kritisk diskursanalys, som bidragit till att utveckla analysmetoden.

Kritisk diskursanalys är en typ av diskursanalys som används av forskare som är kritiska mot flera aspekter av det moderna västerländska samhället, dess orättvisor och dess ojämlikheter. Den kritiska diskursanalysen utgår från antagandet att det går att göra mer eller mindre korrekta och giltiga tolkningar av texter som kan avslöja hur texterna upprätthåller orättvisor och förtryck, vilket särskiljer den kritiska diskursanalysen från till exempel poststrukturalistiska diskursanalyser inspirerade av Foucault. De poststrukturalistiska diskursanalyserna utgår, tvärtemot den kritiska diskursanalysen, från att det inte finns bättre och sämre tolkningar av text eftersom alla tolkningar är godtyckliga och föränderliga.
När den kritiska diskursanalysen ska genomföras i praktiken så fokuserar forskaren på konkreta språkliga detaljer, såsom enskilda ord och grammatik. Även detta skiljer kritisk diskursanalys från poststrukturalistiska diskursanalyser som istället fokuserar på underförstådda antaganden som inte speglas av klart avgränsbara språkliga detaljer.
Enligt kritisk diskursanalys är språkets innehåll och form två sidor av samma sak. Det är alltså inte möjligt att analysera innehållet i en text utan att samtidigt ta hänsyn till dess uppbyggnad, menar kritiska diskursanalytiker. 
Kritisk diskursanalys används framförallt inom samhällsvetenskapen och inom ämnen som intresserar sig för makt, politik och ojämlikhet. Viktiga förgrundsgestalter till kritisk diskursanalys är Norman Fairclough och Teun van Dijk. En särskilt inflytelserik publikation är Language and Power (1989) som författades av Fairclough.
Kritisk diskursanalys undersöker och analyserar relationen mellan diskurser och makt. Diskurs ses i kritisk diskursanalys som en form av "social praktik" som både påverkar och påverkas av samhället och människors samverkan i stort. Att kritisk diskursanalys skulle vara direkt relaterad till kritisk teori är ett ibland förekommande missförstånd. Enligt Fairclough är varje fall av språkbruk en kommunikativ händelse med tre dimensioner:
1. den är text (tal och skrift, bild eller en blandning av det språkliga och det visuella)
2. den är diskursiv praktik, som innebär produktion och konsumtion av texter
3. den är social praktik, det vill säga en handling inom ramen för en kontext